# KeepNote
 (novembre 2020).
Si vous disposez d'ouvrages ou d'articles de référence ou si vous connaissez des sites web de qualité traitant du thème abordé ici, merci de compléter l'article en donnant les références utiles à sa vérifiabilité et en les liant à la section « Notes et références ».
KeepNote (anciennement connu sous le nom de TakeNote) est un logiciel libre multiplateforme (compatible avec Microsoft Windows, macOS et Linux) de prise de notes.
Il est conçu en Python et son interface repose sur GTK.

## Interface
Son interface, semblable à celle d'un logiciel de courrier électronique, se décompose en trois volets : l'arborescence des notes figure dans le panneau latéral gauche, la liste des notes est présentée dans le panneau central supérieur tandis que le contenu des notes est affiché dans le panneau central inférieur.

## Fonctionnalités
Ses principales fonctionnalités sont :
- organisation hiérarchique des notes
- recherche de mots ou d'expressions au sein des notes
- formatage du texte
- lien vers d'autres notes
- sauvegarde automatique des notes selon un intervalle configurable
- correcteur orthographique
- gestion des images (avec en outre la possibilité d'incorporer directement une capture écran à une note)
- possibilité d'attacher tous types de fichiers au carnet de notes
- icônes personnalisables
- gestion des fenêtres multiples et des onglets
- historique de navigation dans les notes (boutons avant/arrière)
- exportation en HTML
- extensible (modules d'importation depuis Basket, NoteCase, fichiers texte...)
- utilisable depuis un support amovible comme une clé USB (consulter le manuel à ce sujet, lisible en anglais sur le site du projet)
- peut gérer un grand nombre de notes grâce à des techniques d'optimisation du code[3].